# Universidad Bautista de California
La Universidad Bautista de California (en inglés: California Baptist University) es una universidad privada bautista, ubicada en Riverside, California (Estados Unidos de América). Es miembro de la Convención Bautista del Sur de California (Convención Bautista del Sur).

## Historia
La escuela fue fundada en 1950 por la Asociación Bautista del Sur de Los Ángeles como Colegio Bautista de California en El Monte, California. En 1953, la escuela se convirtió en miembro de la Convención Bautista del Sur de California. En 1955 trasladó su campus a Riverside. En 1998 se convirtió en universidad.  Para el curso 2021-2022 contó con 11.489 alumnos.

## Membresías
Es miembro de la Convención Bautista del Sur de California (Convención Bautista del Sur) y de la Asociación Internacional de Colegios y Universidades Bautistas.

## Campus

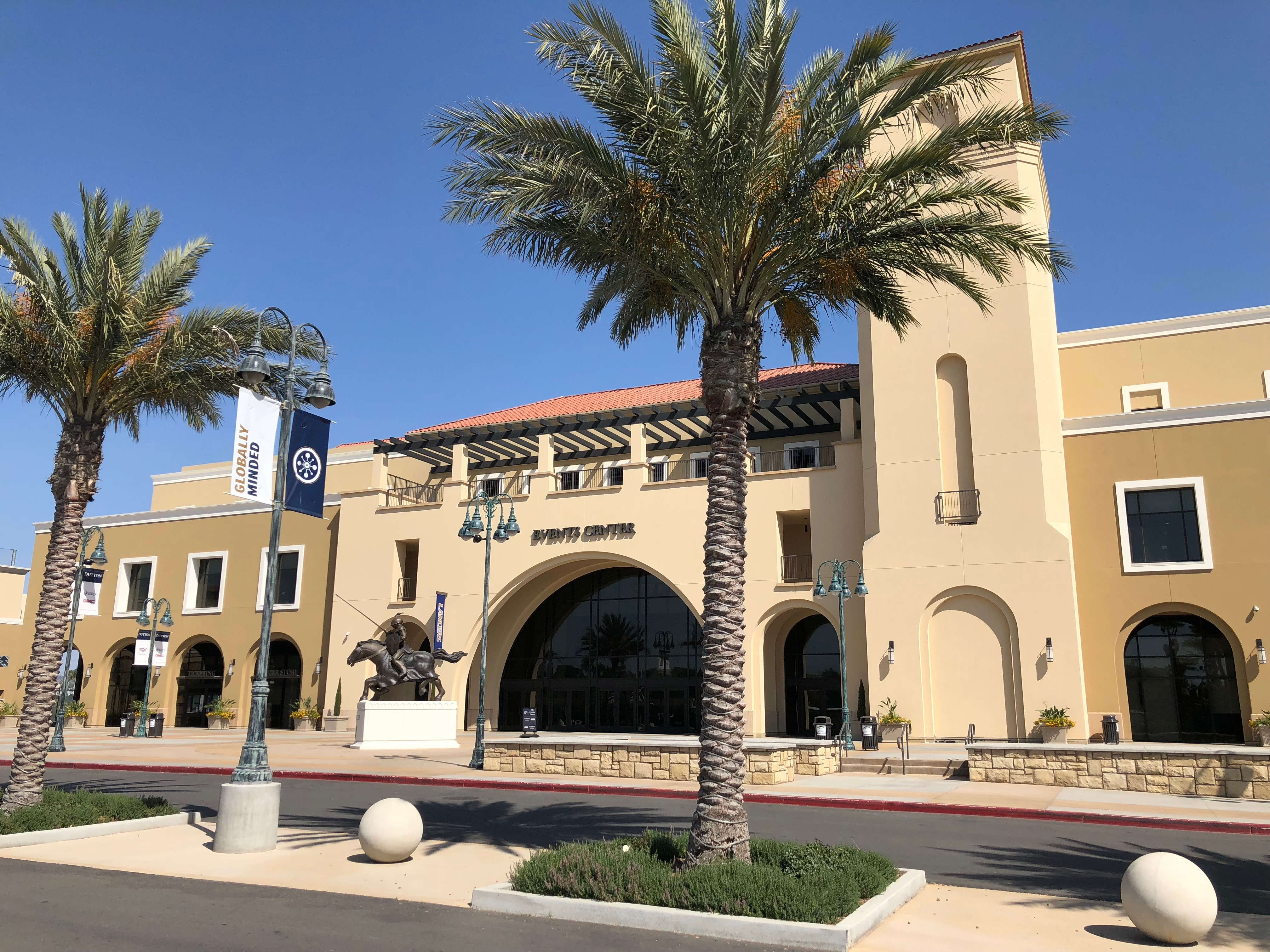
Events Center
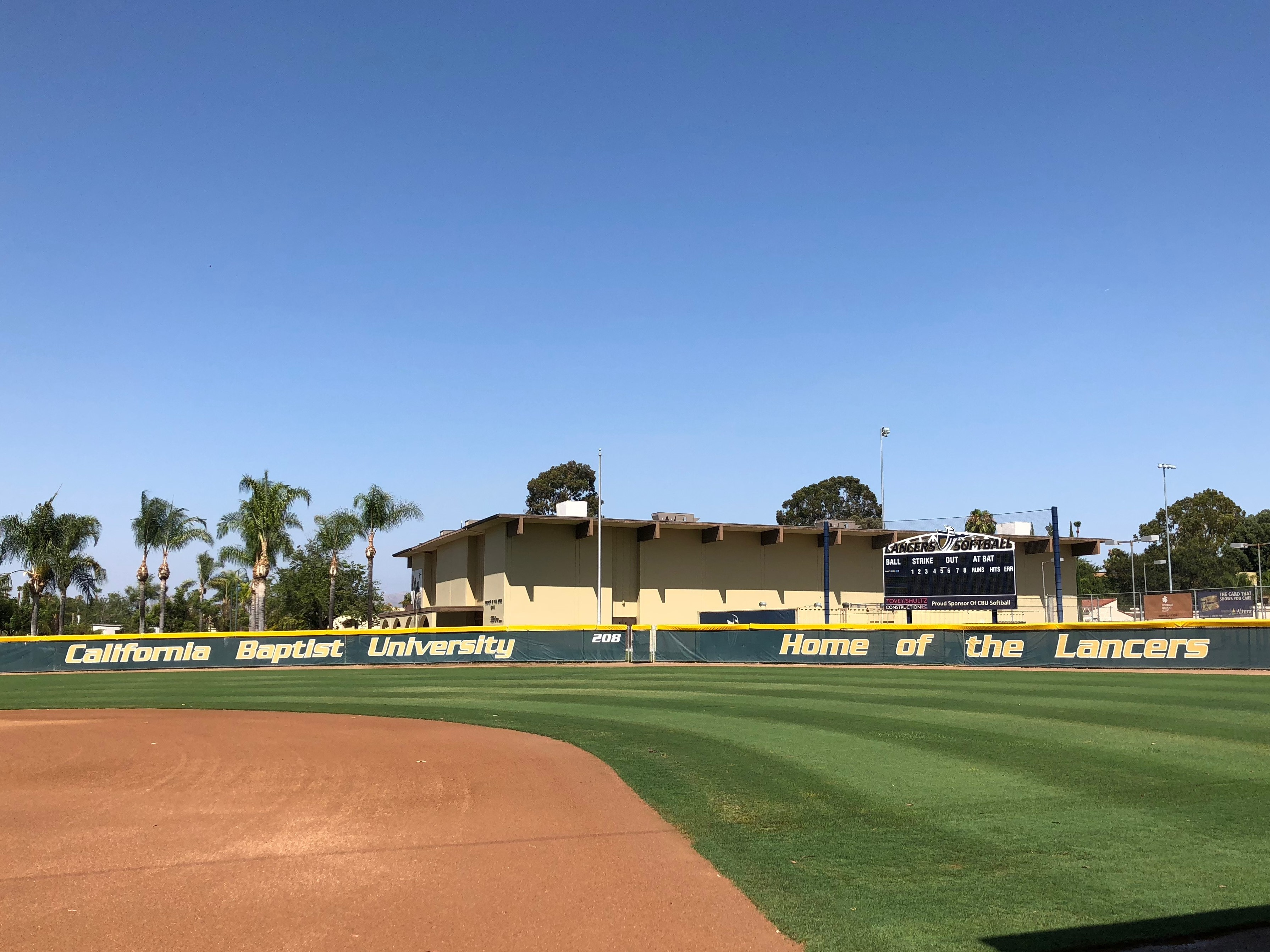
John C. Funk Stadium
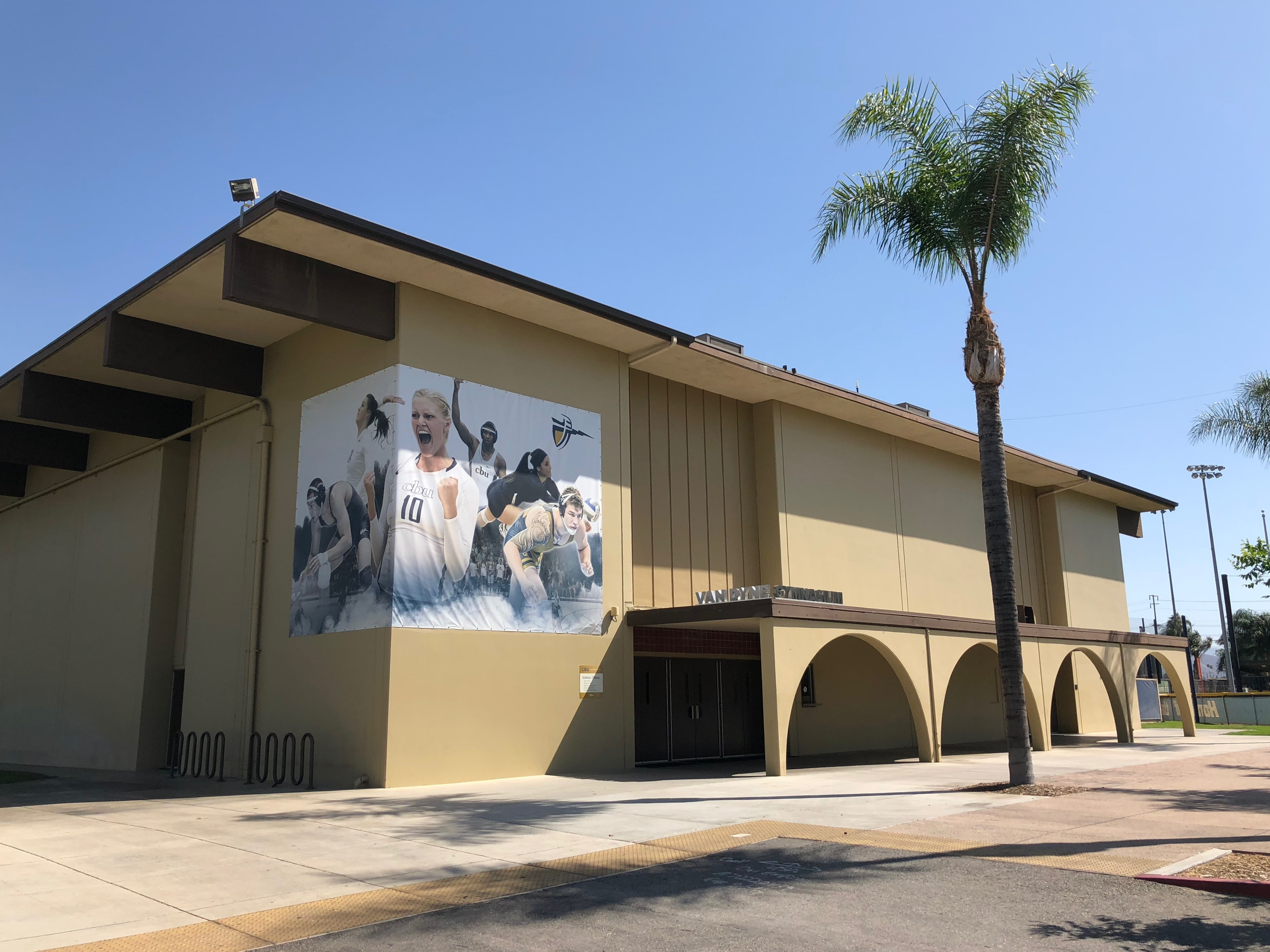
Van Dyne Gym